# Luca Stefani
Luca Stefani (Asiago, 22 februari 1987) is een Italiaans langebaanschaatser. Hij is een middenafstandspecialist, met als favoriete afstand de 1500 meter. Daarnaast maakt hij meestal ook onderdeel uit van de Italiaanse achtervolgingsploeg.
Op nationaal niveau draait Stefani goed mee achter Enrico Fabris en Matteo Anesi. Hij won driemaal brons op het Italiaanse allround kampioenschap. Op de nationale sprintkampioenschappen heeft hij eenmaal brons veroverd.

## Persoonlijke records
| Afstand     | Tijd     | Datum            | Baan           |
| ----------- | -------- | ---------------- | -------------- |
| 500 meter   | 36,72    | 12 februari 2011 | Calgary        |
| 1000 meter  | 1.13,20  | 29 december 2011 | Collalbo       |
| 1500 meter  | 1.48,20  | 11 maart 2007    | Salt Lake City |
| 3000 meter  | 3.49,99  | 6 oktober 2012   | Inzell         |
| 5000 meter  | 6.20,71  | 5 december 2009  | Calgary        |
| 10000 meter | 13.38,33 | 15 december 2009 | Heerenveen     |

## Resultaten
| Jaar | NK Sprint | NK Allround | EK Allround | WK Allround | WK Afstanden     | Olympische Spelen          | WK Junioren           |
| ---- | --------- | ----------- | ----------- | ----------- | ---------------- | -------------------------- | --------------------- |
| 2004 |           |             |             |             |                  |                            | NC39 9e achtervolging |
| 2005 | 7e        |             |             |             |                  |                            | 30e                   |
| 2006 | 5e        | NC1         |             |             |                  |                            | 12e 8e achtervolging  |
| 2007 | NC2       | Brons       |             |             | 21e 5000m        |                            |                       |
| 2008 | NC2       | Brons       | NC16        |             | achtervolging    |                            |                       |
| 2009 | Brons     | Brons       |             |             | 4e achtervolging |                            |                       |
| 2010 |           | Zilver      |             | NC17        |                  | 25e 5000m 6e achtervolging |                       |
| 2011 |           | Zilver      | NC17        | NC22        | 22e 5000m        |                            |                       |
| 2012 | NS3       | Goud        | NC18        |             |                  |                            |                       |
| 2013 | NS4       | Goud        | NC17        |             | 8e achtervolging |                            |                       |
| 2014 | NS2       | NS3         | NC15        | NC20        |                  |                            |                       |
| 2015 |           |             | NC15        |             | 5e achtervolging |                            |                       |

NC niet gekwalificeerd voor vierde afstand 

### Medaillespiegel
| Kampioenschap | Goud | Zilver | Brons |
| ------------- | ---- | ------ | ----- |
| IK Sprint     | 0    | 0      | 1     |
| IK Allround   | 0    | 0      | 3     |
| WK Afstanden  | 0    | 1      | 0     |